# Grotto Bay
Grotto Bay (afr. Grottobaai) – miejscowość w Południowej Afryce, w prowincji Przylądkowej Zachodniej. Znajduje się w gminie Swartland w dystrykcie West Coast. Leży nad Oceanem Atlantyckim, około 50 km na północ od centrum Kapsztadu. Grotto Bay zajmuje powierzchnię 0,80 km². Według spisu ludność przeprowadzonego w 2011 znajdowało się tu 94 gospodarstw domowych i zamieszkiwało 220 osób, spośród których 85,45% to ludność biała, a 6,82% czarni Afrykanie, natomiast 51,36% posługiwało się językiem angielskim, a 43,64% afrikaans.